# Carlos Alberto Gómez
Carlos Alberto Gómez (nacido el 4 de noviembre de 1955) es un exfutbolista argentino. Se desempeñaba como delantero y su primer club fue Platense.

## Carrera
Debutó en el Calamar en 1973. En 1975 pasó a Rosario Central, donde tuvo su primer partido oficial el 14 de agosto de ese año, en la victoria canalla sobre Racing 10-0. Hasta 1978 tuvo un ida y vuelta constante entre Platense y Central. Sumando todas sus etapas en la Academia jugó 13 encuentros y marcó un gol, el de la victoria ante Lanús, en un partido disputado el 13 de noviembre de 1977. Con Platense obtuvo el Campeonato de Primera División B 1976 y el consiguiente ascenso a la máxima categoría. En 1979 se sumó a las filas de Defensores de Belgrano, mientras que en 1981 tuvo una experiencia en el exterior, al fichar por América de Quito, de la Primera División de Ecuador.

## Clubes
| Club                   | País      | Año       |
| ---------------------- | --------- | --------- |
| Platense               | Argentina | 1973-1974 |
| Rosario Central        | Argentina | 1975      |
| Platense               | Argentina | 1975      |
| Rosario Central        | Argentina | 1976      |
| Platense               | Argentina | 1976      |
| Rosario Central        | Argentina | 1977-1978 |
| Defensores de Belgrano | Argentina | 1979      |
| América de Quito       | Ecuador   | 1981      |

## Palmarés
| Equipo   | País      | Título           | Año  |
| -------- | --------- | ---------------- | ---- |
| Platense | Argentina | Segunda División | 1976 |